# Isla San Jerónimo
Isla San Jerónimo är en ö i Mexiko.   Den ligger i kommunen Ensenada och delstaten Baja California, i den västra delen av landet, 2 000 km nordväst om huvudstaden Mexico City.